# Raymondville (Teksas)
Raymondville je grad u američkoj saveznoj državi Teksas. Prema popisu stanovništva iz 2010. u njemu je živjelo 11.284 stanovnika.